# Kata-gatame
Kata-gatame (肩固め katagatame?) es una técnica de estrangulación sanguínea usada en varios tipos de artes marciales, en la que el oponente es apresado entre su propio hombro y el brazo del usuario. Recibe su nombre en inglés por ser una versión realizada con los brazos del triangle choke, que es utilizado con las piernas.

Ejecución de un kata-gatame.

Pertenece al grupo osaekomi-waza del kodokan judo.

## Ejecución
El usuario, situado frente a su oponente, pasa un brazo bajo el cuello del oponente y a través del hueco de su axila, y agarra el bíceps del brazo opuesto, tal y como se ve en la imagen. De este modo, el usuario hacia presión sobre el hombro atrapado de forma que interrumpa el flujo sanguíneo, utilizando el antebrazo para oprimir el lateral del cuello del oponente. Cuando es realizada correctamente, puede dejar inconsciente al rival en cuestión de menos de 10 segundos, con un tiempo de recuperación más o menos similar.

## En la lucha libre profesional
La técnica de sumisión es utilizada por el luchador de WWE Dexter Lumis bajo el nombre de Silence como movimiento final. 